# NetStumbler

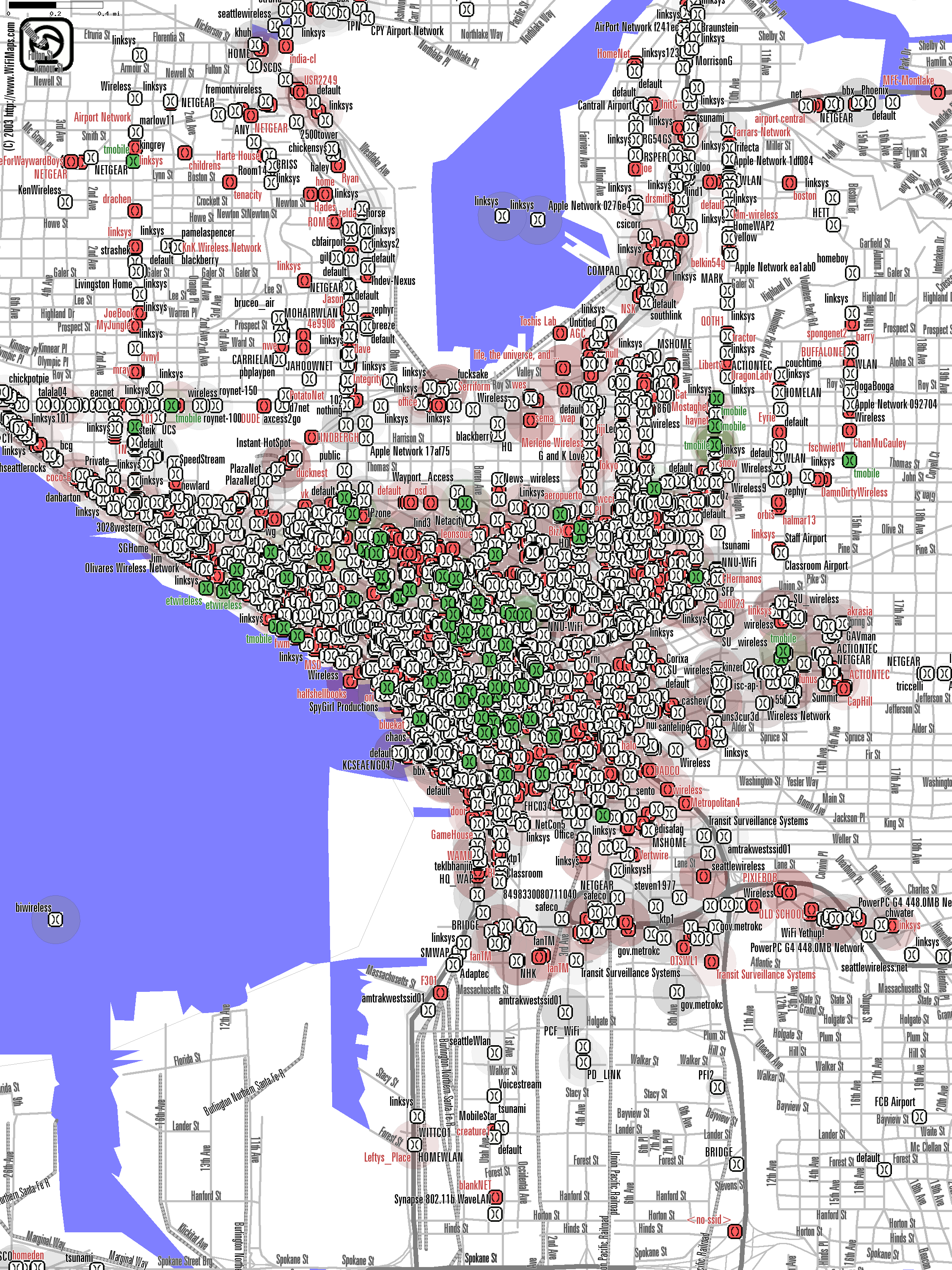
Kartierung von WLAN-Zugangspunkten in Seattle durch Wardriving mit NetStumbler, 2004

NetStumbler ist ein WLAN-Monitor-Programm (Scanner). Das Programm wurde für frühere Versionen des Windows-Betriebssystems entwickelt und wurde seit 2004 nicht mehr aktualisiert.
Es scannt die WLAN-Kanäle auf verfügbare Netzwerke (Wireless Access Points, APs), somit eignet es sich zum Aufspüren von Hot Spots. Es läuft unter Microsoft Windows ab Version 2000 bis XP, nicht jedoch unter Vista und Windows 7.
Aufgrund der detaillierten Informationen über die gefundenen Accesspoints sowie der einfachen Bedienung wird es sehr gerne für das Wardriving verwendet.
Die über die Accesspoints ermittelten Informationen erstrecken sich auf MAC-Adresse, Kanal, Netzwerkname (SSID), Signalqualität (auch grafisch) und Verschlüsselung. Unter Umständen kann das Programm auch den Hersteller des Accesspoints sowie das im Netzwerk verwendete Subnetz feststellen. Die Accesspoints werden nach Kanälen, Netzwerknamen und Kriterien wie Verschlüsselung etc. sortiert.  Größtes Manko von Netstumbler ist, dass es alle verschlüsselten WLANs immer mit WEP anzeigt, auch wenn diese mit WPA oder WPA2 abgesichert sind.
Das Programm bietet Unterstützung für viele GPS-Empfänger. Dadurch können gefundene Accesspoints mit ihrer Position gespeichert werden. Diese ermittelten Daten werden an externe Server übermittelt, wo sie später in Karten eingezeichnet werden. Das ist insbesondere beim Wardriving sehr sinnvoll. Außerdem ermöglicht ein Scripting-Interface beispielsweise eine Text-to-Speech-Ausgabe der WLAN-Namen oder eine beliebige Weiterverarbeitung der ermittelten Daten.
Im Gegensatz zu anderen bekannten WLAN-Scannern wie Kismet scannt Netstumbler nicht passiv durch Abhören der Netzwerkpakete, sondern aktiv durch regelmäßiges Senden von sogenannten Probe-Request-Frames. Ist der Accesspoint (AP) so konfiguriert, dass er auf diese Anfrage reagiert, kann Netstumbler ihn erkennen. Andernfalls taucht der AP nicht in der Liste auf, man spricht dann von einem sogenannten closed AP.
Für Windows CE existiert eine Version namens MiniStumbler.